# Сорумпузе
Сорумпузе (устар. Сорум-Пузе) — река в России, протекает по Советскому району Ханты-Мансийского автономного округа. Длина реки составляет 11 км.
Начинается из одноименного озера, лежащего на высоте 94,2 метра над уровнем моря. От истока течёт по лесу сначала на север, потом на запад, потом снова на север. Устье реки находится в 6 км по правому берегу реки Тугр. Верховья реки носят название Малая Сарумпузе.
Основные притоки — Чубина (лв) и Большая Сорумпузе (пр).

## Данные водного реестра
По данным государственного водного реестра России относится к Нижнеобскому бассейновому округу, водохозяйственный участок реки — Северная Сосьва, речной подбассейн реки — Северная Сосьва. Речной бассейн реки — (Нижняя) Обь от впадения Иртыша.
Код объекта в государственном водном реестре — 15020200112115300028534.